# Chalepus cyanescens
Chalepus cyanescens es un coleóptero de la familia Chrysomelidae.
Fue descrita científicamente en 1936 por Spaeth.